# フランソワ・ド・ラ・ロシュフコー
ラ・ロシュフコー公爵フランソワ6世（François VI, duc de La Rochefoucauld, 1613年9月15日 - 1680年3月17日）は、フランスの貴族、モラリスト文学者。

## 生涯
名門貴族の生まれであり、多くの戦いに参加した後、いわゆる『箴言集（しんげんしゅう）』を執筆した。彼の作品に見られる辛辣な人間観察には、リシュリューと対立して2年間の謹慎処分を受けたことや、フロンドの乱でジュール・マザランと対立したことなどで味わった苦難が反映されているとも言われる。宗教的にはジャンセニスムの立場に近かった。

## 著作

### 考察あるいは教訓的格言・箴言
代表作『考察あるいは教訓的格言・箴言』は、単に『箴言集』や『格言集』とも呼ばれる。1659年頃から執筆を始めたと推測されており、その後いくつか写本も作成された。印刷物として刊行されたのは1664年のことであるが、これは先行して無許可の海賊版が出されたことに対抗したためである。その後、箴言は増補される一方で一部が削除され、生前に第5版(1678年)までが刊行された（死後1693年には第6版が出された）。

### 著作の日本語訳書
- 高橋五郎訳
  - 寸鉄 人生裏面観（玄黄社 1913年）→（国立国会図書館デジタルコレクション 2008年）
- 齋藤磯雄訳
  - ラ・ロシュフコオ箴言録（三笠書房 1936年）
- 内藤濯訳
  - ラ・ロシュフコオ箴言集（白水社 1939年）
  - 箴言と考察（岩波文庫 1948年）
    - （新装再刊 グラフ社 1983年／新装版 2010年） ISBN 9784766213393
- 関根秀雄訳
  - マクシム 格言と反省（白水社 1951年）
  - 格言集（白水社 1962年／新装版 1998年） ISBN 9784560048795
  - ラ・ロシュフコー格言集（東洋経済新報社 1967年）
- 吉川浩訳
  - 人生の知恵 省察と箴言（角川文庫 1968年、復刊1990年）
  - 運と気まぐれに支配される人たち ラ・ロシュフコー箴言集（角川文庫 改版1999年）ISBN 4043160011
  - 箴言と省察（グーテンベルク21 2006年）※電子書籍
- 二宮フサ訳
  - ラ・ロシュフコー 箴言集（岩波文庫 1989年）ISBN 4003251016
    - （ワイド版岩波文庫 1991年） ISBN 4000070606
- 武藤剛史訳（解説鹿島茂）
  - ラ・ロシュフコー 箴言集（講談社学術文庫 2019年）ISBN 4065165938